# Сиван
Сиван (ивр. סִיוָן‎) — третий месяц еврейского года, начинающегося с нисана и девятый — года, начинающегося с тишрея, приходится на май—июнь. Состоит из 30 дней.

## Памятные даты
6 сивана празднуют Шавуот (Пятидесятницу).

## События, которые произошли в сиване
- 23 сивана — согласно книге Есфирь (Есф. 8:9), Мардохей и секретари царя Ахашвероша записали указ, дающий иудеям право на самооборону.
- 6 сивана 3794 — в Пятидесятницу, согласно Деяниям апостолов (Деяния. 2:4), ученики Иисуса Христа исполнились Святого Духа.